# Estación de Ozoir-la-Ferrière
La estación de Ozoir-la-Ferrière es una estación ferroviaria francesa situada en la comuna homónima, en el departamento de Seine-et-Marne, al este de París. Pertenece a la línea E de la Red Exprés Regional, más conocida como RER.

## Historia
Fue inaugurada el 9 de febrero de 1857 por la Compañía de los Ferrocarriles del Este con la apertura del tramo que unía Nogent - Le Perreux con Nangis de la línea París - Mulhouse. Inicialmente sólo contaba con una vía aunque pocos meses después la vía fue desdoblada. Dicha compañía mantuvo la explotación de la estación hasta 1938, momento en el cual se creó la SNCF. 
En 2003, la estación fue integrada dentro de la línea línea E del RER configurándose como parte del ramal E4.

## Descripción
La estación fue reconstruida en 1984 por lo que está alejada del diseño clásico de las estaciones francesas de finales del siglo XIX y principios del siglo XX. Su fachada principal está decorada con tres arcos. 
Se compone únicamente de dos andenes y de dos vías. Hay pasos subterráneos para acceder a ellas. La estación dispone de ascensores y está adaptada para las personas con discapacidad. Posee tanto taquillas como máquinas expendedoras de billetes. Además dispone del sistema infogare que ofrece información en tiempo real sobre los seis próximos trenes en pasar por la estación.

## Servicios ferroviarios
Los trenes de cercanías de la línea E del RER transitan por la estación a razón de 1 tren cada media hora. La frecuencia puede ser aumentada hasta los 4 trenes por hora en hora punta.